# Suite 102.5
Suite 102.5 è un programma radiofonico in onda dal lunedì al sabato dalle 21 alle 23 e la domenica dalle 21 alle 24 su RTL 102.5, condotto da Francesca Cheyenne, Simone Palmieri e Niccolò Giustini (dal lunedì al venerdì) e da Luisa Carnello, Diego Zappone e Martino Migli (il sabato e la domenica). La prima puntata va in onda il 19 aprile 2004 con gli Zero Assoluto. Diventa presto un programma cult tra i giovani, con diversi personaggi che popolano la "Suite". Ed è proprio grazie alla "Suite" che Matteo Maffucci e Thomas De Gasperi arrivano a farsi conoscere al grande pubblico, dopo l'esordio sul canale televisivo satellitare di RTL 102.5 con "Terzo piano interno B". Da settembre 2006 è il primo dei tre programmi che sperimentano la "radiovisione". Nella prima parte del 2007 il programma cambia fascia oraria e va in onda all'ora di pranzo (13-15). Dopo la pausa estiva, a settembre torna in fascia serale ma solo dal lunedì al giovedì. Il 17 gennaio 2008 va in onda l'ultima puntata condotta dagli Zero Assoluto. Dopo alcuni cambiamenti nella conduzione, da marzo 2008 a luglio 2010 è stato condotto da Laura Ghislandi e Nino Mazzarino. Nel 2019 la conduzione è stata affiancata da Federico Pecchia.
È anche in radiovisione sul canale 736 di Sky e sul canale 36 del digitale terrestre, e della piattaforma Tivùsat.